# 奎里尼島
奎里尼島是俄羅斯的島嶼，屬於法蘭士約瑟夫地群島的一部分，位於傑克遜島，由阿爾漢格爾斯克州負責管轄，長1.5公里、寬0.9公里，最高點海拔高度125米。